# Rhodè
Rhodè (en grec ancien : Ῥόδη (Rhódē)) ou la jeune femme (en grec ancien : κόρη (kórē)) est une chrétienne qui est l'un des personnages principaux du roman grec et chrétien connu sous le nom de Pasteur d'Hermas. Son prénom et son existence historique sont loin d'être certains.

## Roman

### Problèmes onomastiques
Le prénom de ce personnage est compliqué à restituer car il est situé dans une lacune du texte dans les manuscrits subsistants. Lorsque le texte du roman est découvert par Adolf Hilgenfeld, au XIXe siècle, celui-ci propose la lecture de Ῥόδη (Rhódē) dans la lacune, et attribue donc ce prénom au personnage. Cependant, à des périodes plus récentes, cette lecture est remise en question ; le passage lacunaire ne semble pas donner de prénom évident ; des scientifiques plus récents proposent la lecture de κόρη (kórē) à la place, ce qui signifie « jeune femme ».

### Récit du roman
Dans le Pasteur d'Hermas, elle est présentée comme étant une ancienne maîtresse d'Hermas, son ancien esclave, qu'elle aurait libéré,,. Cependant, si la lacune est restituée différemment, elle ne serait pas son ancienne maîtresse mais une esclave en même temps que lui. En tous cas, dans le récit du Pasteur, comme dans d'autres romans grecs, ce personnage féminin est central. Dans le Pasteur, Hermas errant la rencontre, nue, en train de se baigner, et la désire,,. Cette faute primitive est l'élément déclencheur du roman, Hermas recevant ensuite des visions, y compris de Rhodè, jamais nommée de la sorte, l'invitant à se repentir,.